# Hassan Arsmouk
Hassan Arsmouk, pseudonimo di Hassan Bouzman (Anzi, 1963), è un cantante berbero con cittadinanza marocchina.

## Biografia
Hassan Arsmouk nasce nel 1963 ad Anzi. Il nome d'arte deriva dalla tribù di appartenenza, gli irsmouken.
Comincia a conoscere la popolarità a livello nazionale all'inizio degli anni 1990, realizzando oltre 120 canzoni e decine di album ed esibendosi in concerti ed eventi nazionali e internazionali, come Mawazine e Timitar. Collaborò con vari altri artisti, in particolare con raïssa Kelly.